# QV35
QV 35 est un des tombeaux situé dans la vallée des Reines, dans la nécropole thébaine, sur la rive ouest du Nil face à Louxor en Égypte.

## Description
QV 35 est une tombe inachevée datant de la XVIIIe dynastie, constituée seulement d'un puit creusé dans de la marne dont le fond est relié à QV 34.
Une équipe du CNRS  y a découvert des poteries.